# Tony Maudsley
Tony Maudsley (* 30. Januar 1968) ist ein britischer Schauspieler. Seine Karriere startete er in dem Film A Life for a Life im Jahr 1998, wo er Stefan Kiszko spielte. Er hat in Fernsehfilmen kleinere Rollen gespielt. Seine letzte größere Rolle hatte er mit dem Film Harry Potter und der Orden des Phönix, wo er die Stimme der Figur Grawp sprach.

## Filmografie (Auswahl)
- 1998: A Life for a Life
- 1999: Plunkett & Macleane – Gegen Tod und Teufel (Plunkett & Macleane)
- 1999: Sleepy Hollow – Köpfe werden rollen (Sleepy Hollow)
- 2000: Die neun Leben des Tomas Katz (The Nine Lives of Tomas Katz)
- 2000: Honest
- 2000: Born Romantic
- 2001: Redemption Road
- 2002: Club Le Monde
- 2002: Revengers Trajedy
- 2002: The Intended
- 2003: Bright Young Things
- 2004: Vanity Fair
- 2007: Harry Potter und der Orden des Phönix (Harry Potter and the Order of the Phoenix, Stimme von Grawp)
- 2007: Hautnah – Die Methode Hill (Wire in the Blood, Fernsehserie, 1 Episode)
- 2007: Doc Martin (Fernsehserie, 2 Episoden)
- 2008: Ein Ort für die Ewigkeit (Place of Execution, Fernsehserie, drei Episoden)
- 2008: Waking the Dead – Im Auftrag der Toten (Waking the Dead, Fernsehserie, 2 Episoden)
- 2008: George Gently – Der Unbestechliche (Inspector George Gently, Fernsehserie, 1 Episode)
- 2009: Heartbeat (Fernsehserie, 1 Folge)
- 2009: Law & Order: UK (Fernsehserie, 1 Folge)
- 2010: Agatha Christie’s Poirot (Fernsehserie, Folge Nikotin)
- 2011: Being Human (Fernsehserie, eine Episode)
- 2011–2014: Benidorm (Fernsehserie, 20 Episoden)
- 2013: New Tricks – Die Krimispezialisten (New Tricks, Fernsehserie, 1 Folge)